# آلاله پشمالو
آلاله پشمالو (نام علمی: Ranunculus constantinopolitanus) نام یک گونه از سرده آلاله است. سردهٔ آلاله در ایران ۵۵ گونهٔ علفی یک ساله و چند ساله دارد. آلاله پشمالو یکی از ۵۵ گونهٔ موجود در ایران است.